# 丁罕
丁罕（？—999年），潁州（今安徽省阜阳市）人，北宋将领。
丁罕响应征募补任衛士，累進指揮使。太平兴国四年（979年）跟随劉廷翰在徐河作战，以奪橋之功績，转本軍都虞候。累進天武軍指揮使，兼奖州团练使。淳化三年（992年）出为泽州团练使、知霸州。黄河决口毁坏城壁，丁罕出私財进行修築。淳化五年（994年）担任容州观察使，兼灵環路行营都部署。与李继迁作战，斬首虜获数万。至道二年（996年）跟随李继隆率軍出青岡峡，李继迁得知后先逃，追赶十日，没有捕获二归還。至道三年（997年）、任密州观察使、知威虜軍。咸平二年（999年）去世。其子丁守德。